# Пайсуни
Пайсуни (англ. Paisuni) — река в центральной части Индии, правый приток реки Джумна (бассейн Ганга). Берёт начало на южных склонах хребта Виндхья, западнее малого города Маджхгаван в округе Сатна штата Мадхья-Прадеш, течёт на восток, у Маджхгавана поворачивает на северо-восток, пересекает шоссе штата Мадхья-Прадеш № 11 Сатна — Читракута, затем поворачивает на север и течёт вдоль шоссе штата Мадхья-Прадеш № 11, прорезает хребет Виндхья по границе штатов Мадхья-Прадеш и Уттар-Прадеш, течёт через город Читракута, пересекает национальное шоссе № 35, затем поворачивает на восток, пересекает шоссе штата Уттар-Прадеш № 92 Банда — Баберу — Раджапур и впадает в реку Джумна севернее города Раджапур в округе Читракут.
Доломитовые строматолиты в карбонатной свите Тирохан (Tirohan Dolomite), возраст которых оценивается в 1,6 млрд лет, в квартале Джанкикунд города Читракута на реке Пайсуни, подверглись метасоматической фосфатизации и известны уникальной сохранностью окаменелых микробных образований. Палеонтолог Стефан Бенгтсон и его коллеги из Шведского музея естественной истории обнаружили древнейшие окаменелые остатки многоклеточных растений, возраст которых оценивается в 1,6 млрд лет. Учёные интерпретировали останки как красные водоросли. Нитевидная форма Rafatazmia chitrakootensis Bengtson состоит из одного ряда крупных клеток с ромбовидным диском внутри каждой клетки, предположительно интерпретируемым как пиреноид. Род Rafatazmia Bengtson назван в честь палеонтолога доктора Рафата Азми, вид Rafatazmia chitrakootensis — по городу Читракута. Вторая нитевидная форма Denaricion mendax Bengtson имеет монетоподобные клетки. Название рода Denaricion Bengtson образовано от лат. denarius — денарий и греч. κίων — столб из-за структуры, похожей на стопку монет, вида — от лат. mendax — обманчивый из-за его загадочной структуры. Вид Ramathallus lobatus Bengtson имеет структуру, указывающую на родство с флоридеевыми водорослями. Название рода Ramathallus Bengtson образовано от Рама и лат. thallus — таллом, вида — от лат. lobatus — дольчатый. Найденные останки старше ранее найденных красных водорослей вида Bangiomorpha pubescens на 400 млн лет. Исследованные окаменелые останки получены в результате полевых работ в Джанкикунде в ноябре 2006 года и январе 2011 года и были дополнены окаменелыми останками, предоставленными палеонтологом Рафатом Азми.